# Equação de Pell
Na matemática, mais especificamente na  Teoria dos Números, a equação de Pell (também chamada de equação de Pell-Fermat) é a equação:
Onde {\displaystyle x} e {\displaystyle y} são números inteiros e {\displaystyle d} um número natural.
Esta equação foi nomeada em homenagem ao matemático inglês John Pell, foi estudada por Brahmagupta no século VII e por Fermat no século XVII.

## Introdução
As equações de Pell-Fermat são estudadas há milênios na Índia e na Grécia. Eles tinham uma grande interesse particularmente no caso de {\displaystyle d} = 2 uma vez que sua solução forneciam uma boas aproximações racionais de  {\displaystyle {\sqrt {2}}\approx x/y.} Baudhayana encontrou os pares (17,12) e (577, 408) forneciam muito boas a aproximações {\displaystyle {\sqrt {2}}\approx 577/408.} Já Arquimedes usou a equação no caso de n = 3 e obteve a aproximação {\displaystyle {\sqrt {3}}\approx 1351/780}. com Brahmagupta , que desenvolveu o método chakravala para resolver a equação de Pell e outras equações indeterminadas quadráticas em sua Brahma Sphuta Siddhanta em 628, cerca de mil anos antes da época de Pell. O nome de Pell, nestas equações, ocorre devido a um erro de Euler atribuindo ao matemático inglês John Pell (1610-1685) o estudo da mesma. Aparentemente foi Lord Brouncker (1620-1684) o primeiro matemático europeu moderno a estudar as equações de Pell-Fermat.

## Soluções
Note que
```
 

  

    

      

        

          
x

          

            
2

          

        

        
−

        
d

        

          
y

          

            
2

          

        

        
=

        
1

        
⟺

        
(

        
x

        
−

        

          

            
d

          

        

        
y

        
)

        
(

        
x

        
+

        

          

            
d

          

        

        
y

        
)

        
=

        
1

      

    

    
{\textstyle x^{2}-dy^{2}=1\Longleftrightarrow (x-{\sqrt {d}}y)(x+{\sqrt {d}}y)=1}

  

```

Se {\displaystyle {\sqrt {d}}\in \mathbb {N} }, isto é, se {\displaystyle d} é um quadrado perfeito, então
```
 

  

    

      

        
(

        
x

        
−

        

          

            
d

          

        

        
y

        
)

        
(

        
x

        
+

        

          

            
d

          

        

        
y

        
)

        
=

        
1

        
⟹

        

          

            
{

            

              

                

                  
x

                  
−

                  

                    

                      
d

                    

                  

                  
y

                  
=

                  
1

                

              

              

                

                  
x

                  
+

                  

                    

                      
d

                    

                  

                  
y

                  
=

                  
1

                

              

            

            

          

        

        

        

          
ou

        

        

        

          

            
{

            

              

                

                  
x

                  
−

                  

                    

                      
d

                    

                  

                  
y

                  
=

                  
−

                  
1

                

              

              

                

                  
x

                  
+

                  

                    

                      
d

                    

                  

                  
y

                  
=

                  
−

                  
1

                

              

            

            

          

        

      

    

    
{\displaystyle (x-{\sqrt {d}}y)(x+{\sqrt {d}}y)=1\Longrightarrow {\begin{cases}x-{\sqrt {d}}y=1\\x+{\sqrt {d}}y=1\end{cases}}\quad {\text{ou}}\quad {\begin{cases}x-{\sqrt {d}}y=-1\\x+{\sqrt {d}}y=-1\end{cases}}}

  

```

Como {\displaystyle {\sqrt {d}}\in \mathbb {N} }, então existe {\displaystyle n} natural tal que {\displaystyle n={\sqrt {d}}}. Assim, no primeiro caso acima, temos que
```
 

  

    

      

        

          

            
{

            

              

                

                  
x

                  
−

                  
n

                  
y

                  
=

                  
1

                

              

              

                

                  
x

                  
+

                  
n

                  
y

                  
=

                  
1

                

              

            

            

          

        

        
⟹

        
(

        
x

        
−

        
n

        
y

        
)

        
+

        
(

        
x

        
+

        
n

        
y

        
)

        
=

        
1

        
+

        
1

      

    

    
{\displaystyle {\begin{cases}x-ny=1\\x+ny=1\end{cases}}\Longrightarrow (x-ny)+(x+ny)=1+1}

  

```

Assim, 
```
 

  

    

      

        
(

        
x

        
+

        
x

        
)

        
+

        
(

        
n

        
y

        
−

        
n

        
y

        
)

        
=

        
2

        
⟹

        
x

        
=

        
1.

      

    

    
{\displaystyle (x+x)+(ny-ny)=2\Longrightarrow x=1.}

  

```

Substituindo {\displaystyle x=1} em uma das equações do sistema, teremos que {\displaystyle y=0}. 
Resolvendo o caso
```
 

  

    

      

        

          

            
{

            

              

                

                  
x

                  
−

                  
n

                  
y

                  
=

                  
−

                  
1

                

              

              

                

                  
x

                  
+

                  
n

                  
y

                  
=

                  
−

                  
1

                

              

            

            

          

        

      

    

    
{\displaystyle {\begin{cases}x-ny=-1\\x+ny=-1\end{cases}}}

  

```

Teremos {\displaystyle x=-1} e {\displaystyle y=0}. Assim, os pares {\displaystyle (x,y)=(1,0)} e {\displaystyle (x,y)=(-1,0)} são ditos  soluções triviais.
Joseph Louis Lagrange provou que, contanto que {\displaystyle d} não seja um quadrado perfeito, a equação de Pell tem infinitas soluções inteiras distintas.

### Os inversíveis emZ[d]{\displaystyle Z[{\sqrt {d}}]}
Como {\displaystyle x^{2}-dy^{2}=(x+{\sqrt {d}}y)(x-{\sqrt {d}}y)}, então iremos usar os números da forma {\displaystyle a+{\sqrt {d}}b}, números em {\displaystyle \mathbb {Z} [{\sqrt {d}}]}, para resolver a equação.

#### Definição
Definiremos a  norma {\displaystyle N:\mathbb {R} \rightarrow \mathbb {R} } da seguinte forma
```
 

  

    

      

        
N

        
(

        
u

        
)

        
=

        
u

        

          

            

              
u

              
¯

            

          

        

        
.

      

    

    
{\displaystyle N(u)=u{\bar {u}}.}

  

```

Onde {\displaystyle u=x+{\sqrt {d}}y} e {\displaystyle {\bar {u}}=x-{\sqrt {d}}y}.

#### Proposição
Seja {\displaystyle u=x+{\sqrt {d}}y} uma solução da equação de Pell, qualquer  potência {\displaystyle u^{n};2\leq n\in \mathbb {N} } é, também, uma solução da equação de Pell.
Demonstração

Usaremos o processo de indução. Assim, note que para {\displaystyle n=2}

{\displaystyle {\begin{aligned}N(u^{2})&=N{\Big (}(x+{\sqrt {d}}y)(x+{\sqrt {d}}y){\Big )}\\&=N{\Big (}x^{2}+dy^{2}+2{\sqrt {d}}xy{\Big )}\\&=\left(x^{2}+dy^{2}+2{\sqrt {d}}xy\right)\left(x^{2}+y^{2}-2{\sqrt {d}}xy\right)\\&=\left(x^{2}+dy^{2}\right)^{2}-\left(2{\sqrt {d}}xy\right)^{2}\\&=x^{4}+2dx^{2}y^{2}+d^{2}y^{4}-4dx^{2}y^{2}\\&=x^{4}-2dx^{2}y^{2}+d^{2}y^{4}\\&=(x^{2}-dy^{2})(x^{2}-dy^{2})\\&=N(u)N(u)\\&=1\end{aligned}}}

Suponha que para todo {\displaystyle n\leq k,N(u^{n})=N(u^{n-1}\cdot u)=1}, então para {\displaystyle n=k+1}, temos que

{\displaystyle {\begin{aligned}N(u^{k+1})&=N(u^{k}\cdot u)\\&=N(u^{k})N(u)\\&=1\end{aligned}}}
Assim, fica demonstrado que qualquer potência de uma solução é, ainda, uma solução da equação de Pell.

Seja {\displaystyle u=x+{\sqrt {d}}y} a solução fundamental da equação de Pell e {\displaystyle u^{k}=x_{k}+{\sqrt {d}}y_{k}} a k-ésima potência de {\displaystyle u}, então
```
 

  

    

      

        

          

            

              

                

                  
x

                  

                    
k

                  

                

              

              

                

                
=

                

                  
x

                  

                    
k

                    
−

                    
1

                  

                

                
x

                
+

                
d

                

                  
y

                  

                    
k

                    
−

                    
1

                  

                

                
y

              

            

            

              

                

                  
y

                  

                    
k

                  

                

              

              

                

                
=

                

                  
x

                  

                    
k

                    
−

                    
1

                  

                

                
y

                
+

                

                  
y

                  

                    
k

                    
−

                    
1

                  

                

                
x

              

            

          

        

      

    

    
{\displaystyle {\begin{aligned}x_{k}&=x_{k-1}x+dy_{k-1}y\\y_{k}&=x_{k-1}y+y_{k-1}x\end{aligned}}}

  

```

Demonstração

 Note que {\displaystyle u^{k}=u^{k-1}u}, logo

{\displaystyle {\begin{aligned}u^{k}&=(x_{k-1}+{\sqrt {d}}y_{k-1})(x+{\sqrt {d}}y)\\&=x_{k-1}x+x_{k-1}{\sqrt {d}}y+{\sqrt {d}}y_{k-1}x+dy_{k-1}y\\\Rightarrow x_{k}+{\sqrt {d}}y_{k}&=(x_{k-1}x+dy_{k-1}y)+{\sqrt {d}}(x_{k-1}y+y_{k-1}x)\end{aligned}}}

 Comparando os termos, temos que {\displaystyle x_{k}=x_{k-1}x+dy_{k-1}y{\text{ e }}y_{k}=x_{k-1}y+y_{k-1}x}.

Observação: note que {\displaystyle u=x_{1}+y_{1}{\sqrt {d}}} é a solução fundamental

### O grupo dos inversíveis emZ[d]{\displaystyle \mathbb {Z} [{\sqrt {d}}]}
Seja a restrição,
{\displaystyle N:\mathbb {Z} [{\sqrt {d}}]^{*}\rightarrow \mathbb {Z} ^{*}}
Onde
{\displaystyle \mathbb {Z} [{\sqrt {d}}]^{*}=\{u\in \mathbb {Z} [{\sqrt {d}}];N(u)=1\}}
e {\displaystyle \mathbb {Z} ^{*}=\{-1,1\}} (inversíveis em {\displaystyle \mathbb {Z} }).
Note que a norma definida dessa forma é um homomorfismo.
Agora iremos verificar que {\displaystyle G=(\mathbb {Z} [{\sqrt {d}}]^{*},\cdot )} é um grupo:
1. Associatividade: como {\displaystyle \mathbb {Z} [{\sqrt {d}}]\subset \mathbb {R} } e a operação é a multiplicação usual, garantimos a associatividade;
2. Elemento neutro: Note que {\displaystyle 1\cdot u=u\ \forall \ u\in \mathbb {R} }, logo, {\displaystyle u\in \mathbb {Z} [{\sqrt {d}}]^{*}\Rightarrow 1\cdot u=u};
3. Inverso : Por construção, todo {\displaystyle u\in \mathbb {Z} [{\sqrt {d}}]^{*}}possui inverso.

Seja {\displaystyle u\in \mathbb {Z} [{\sqrt {d}}]^{*}} a solução fundamental da equação de Pell, então {\displaystyle u^{k}} ainda será uma solução da equação, logo, {\displaystyle u} gera {\displaystyle G}, portanto, {\displaystyle G} é um grupo cíclico, logo, abeliano. Assim,
```
 

  

    

      

        
G

        
=

        
{

        

          
u

          

            
0

          

        

        
,

        

          
u

          

            
1

          

        

        
,

        
…

        
}

        
=

        
{

        
1

        
,

        
u

        
,

        

          
u

          

            
2

          

        

        
,

        
.

        
.

        
.

        
}

      

    

    
{\displaystyle G=\{u^{0},u^{1},\dots \}=\{1,u,u^{2},...\}}

  

```

## Aplicações
Da equação de Pell, temos que {\displaystyle x^{2}=1+dy^{2}}, logo
```
 

  

    

      

        

          

            

              
x

              

                
2

              

            

            

              
y

              

                
2

              

            

          

        

        
=

        

          

            
1

            

              
y

              

                
2

              

            

          

        

        
+

        
d

        
⟹

        

          

            
x

            
y

          

        

        
=

        

          

            

              

                
1

                

                  
y

                  

                    
2

                  

                

              

            

            
+

            
d

          

        

        
.

      

    

    
{\displaystyle {\frac {x^{2}}{y^{2}}}={\frac {1}{y^{2}}}+d\Longrightarrow {\frac {x}{y}}={\sqrt {{\frac {1}{y^{2}}}+d}}.}

  

```

Intuitivamente, podemos perceber que a razão {\displaystyle x/y} nos dará boas aproximações para {\displaystyle {\sqrt {d}}} quando {\displaystyle 1/y^{2}} for pequeno. Matematicamente, podemos formular essa ideia como
```
 

  

    

      

        

          
lim

          

            
y

            
→

            
+

            
∞

          

        

        

          

            

              

                
1

                

                  
y

                  

                    
2

                  

                

              

            

            
+

            
d

          

        

        
=

        

          

            
d

          

        

        
.

      

    

    
{\displaystyle \lim _{y\rightarrow +\infty }{\sqrt {{\frac {1}{y^{2}}}+d}}={\sqrt {d}}.}

  

```

Com isso, podemos usar frações continuadas para escrever o número irracional {\displaystyle {\sqrt {d}}} na forma {\displaystyle {\sqrt {d}}=[a_{0},{\overline {a_{1},\dots ,2a_{0}}}]}

## Exemplo
Seja a equação de Pell
```
 

  

    

      

        

          
x

          

            
2

          

        

        
−

        
2

        

          
y

          

            
2

          

        

        
=

        
1

      

    

    
{\displaystyle x^{2}-2y^{2}=1}

  

.
```

A solução fundamental dessa equação é o par {\displaystyle (3,2)}, pois, {\displaystyle 3^{2}-2(2)^{2}=9-8=1}. Assim, {\displaystyle u=3+2{\sqrt {2}}}, então {\displaystyle u^{k}=3x_{k-1}+4y_{k-1}+{\sqrt {2}}(x_{k-1}2+y_{k-1}3)}, daí
```
 

  

    

      

        

          

            

              

                

                  
u

                  

                    
2

                  

                

              

              

                

                
=

                
3

                

                  
x

                  

                    
1

                  

                

                
+

                
4

                

                  
y

                  

                    
1

                  

                

                
+

                
(

                
2

                

                  
x

                  

                    
1

                  

                

                
+

                
3

                

                  
y

                  

                    
1

                  

                

                
)

                

                  

                    
2

                  

                

                
=

                
17

                
+

                
12

                

                  

                    
2

                  

                

              

            

            

              

                

                  
u

                  

                    
3

                  

                

              

              

                

                
=

                
3

                

                  
x

                  

                    
2

                  

                

                
+

                
4

                

                  
y

                  

                    
2

                  

                

                
+

                
(

                
2

                

                  
x

                  

                    
2

                  

                

                
+

                
3

                

                  
y

                  

                    
2

                  

                

                
)

                

                  

                    
2

                  

                

                
=

                
99

                
+

                
70

                

                  

                    
2

                  

                

              

            

            

              

                

                  
u

                  

                    
4

                  

                

              

              

                

                
=

                
3

                

                  
x

                  

                    
3

                  

                

                
+

                
4

                

                  
y

                  

                    
3

                  

                

                
+

                
(

                
2

                

                  
x

                  

                    
3

                  

                

                
+

                
3

                

                  
y

                  

                    
3

                  

                

                
)

                

                  

                    
2

                  

                

                
=

                
577

                
+

                
408

                

                  

                    
2

                  

                

              

            

          

        

      

    

    
{\displaystyle {\begin{aligned}u^{2}&=3x_{1}+4y_{1}+(2x_{1}+3y_{1}){\sqrt {2}}=17+12{\sqrt {2}}\\u^{3}&=3x_{2}+4y_{2}+(2x_{2}+3y_{2}){\sqrt {2}}=99+70{\sqrt {2}}\\u^{4}&=3x_{3}+4y_{3}+(2x_{3}+3y_{3}){\sqrt {2}}=577+408{\sqrt {2}}\\\end{aligned}}}

  

 

  

    

      

        
⋮

      

    

    
{\displaystyle \vdots }

  

```

Fazendo a razão entre os coeficientes das soluções, temos que
```
 

  

    

      

        

          

            
3

            
2

          

        

        
=

        
1

        
,

        
5

        
;

        

        

          

            
17

            
12

          

        

        
=

        
1

        
,

        
41

        

          

            
6

            
¯

          

        

        
;

        

        

          

            
99

            
70

          

        

        
=

        
1

        
,

        
41

        

          

            
428571

            
¯

          

        

        
;

        

        

          

            
577

            
408

          

        

        
=

        
1.4142

        

          

            
1568627450980392

            
¯

          

        

      

    

    
{\displaystyle {\frac {3}{2}}=1,5;\quad {\frac {17}{12}}=1,41{\overline {6}};\quad {\frac {99}{70}}=1,41{\overline {428571}};\quad {\frac {577}{408}}=1.4142{\overline {1568627450980392}}}

  

```

Essas razões estão se aproximando de {\displaystyle {\sqrt {2}}=1,414213562373\dots }